# Ацетиленид натрия
Ацетиленид натрия — элементоорганическое химическое соединение,
однозамещённый ацетиленид натрия с формулой NaHC2,
бесцветные кристаллы,
реагирует с водой.

## Получение
- Пропускание ацетилена через раствор натрия в аммиаке:

{\displaystyle {\mathsf {2Na+3H_{2}C_{2}\ {\xrightarrow {-40^{o}C}}\ 2NaHC_{2}+C_{2}H_{4}\!\uparrow }}}

## Физические свойства
Ацетиленид натрия образует бесцветные кристаллы
тетрагональной сингонии,
пространственная группа P 4/nmm,
параметры ячейки a = 0,382 нм, c = 0,817 нм, Z = 2.

## Химические свойства
- Разлагается при нагревании в вакууме с образованием ацетиленида динатрия:

{\displaystyle {\mathsf {2NaHC_{2}\ {\xrightarrow {145^{o}C}}\ Na_{2}C_{2}+C_{2}H_{2}\!\uparrow }}}
- Бурно реагирует с водой, часто — со взрывом из-за детонационной неустойчивости ацетилена:

{\displaystyle {\mathsf {NaHC_{2}+H_{2}O\ {\xrightarrow {\ }}\ NaOH+C_{2}H_{2}\!\uparrow }}}

## Биологические свойства
Гидроацетиленид натрия — относительно токсичное вещество